# Diclidurus scutatus
Diclidurus scutatus — є одним з видів мішкокрилих кажанів родини Emballonuridae.

## Поширення
Країни поширення: Бразилія, Колумбія, Французька Гвіана, Гаяна, Перу, Суринам, Венесуела. Багато зразків були взяті нижче 200 м над рівнем моря, верхня межа висоти нижче 1000 м у Венесуелі. Ці кажани літають високо в відкритому просторі, наприклад, над річками, струмками, лагунами і над лісовим наметом. Також ширяють навколо світел, які приваблюють комах, навіть у містах. Віддає перевагу вологим районам. Спочивають, ймовірно, серед пальмового листя.

## Загрози та охорона
Вирубка лісів є локальною загрозою.